# Sint-Jacobuskerk (Abbeville)
De Sint-Jacobuskerk (Frans: Église Saint-Jacques) was een neogotische parochiekerk in de Franse stad Abbeville. Het kerkgebouw werd tussen 1868 en 1876 op de plaats van een oorspronkelijk 12e-eeuws godshuis gebouwd en raakte tegen het einde van de 20e eeuw wegens gebrekkig onderhoud ernstig in verval. Ondanks pogingen het gebouw te behouden werd de kerk ten slotte in april 2013 gesloopt.

## Geschiedenis
Sinds de 12e eeuw moet op de plaats een kerkgebouw hebben gestaan. Dit gebouw werd in 1482 vervangen door een godshuis, dat op haar beurt in de jaren 1868-1876 werd vervangen door een neogotisch kerkgebouw naar een ontwerp van de architect Victor Delefortrie. De eerste steen voor deze neogotische kerk werd gelegd op 4 mei 1870. Het nieuwe kerkgebouw bezat echter nog oudere klokken, één uit 1737 (de Jacqueline-klok) en één uit 1645.
Als een van de weinige monumentale gebouwen werd de Sint-Jacobuskerk tijdens de zware bombardementen in de Tweede Wereldoorlog op de stad Abbeville gespaard. Het kerkgebouw kreeg echter tegen het einde van de 20e eeuw door gebrek aan deugdelijk onderhoud steeds meer te lijden onder weersinvloeden. Op 17 december 2004 stortte tijdens een storm een pinakel en waterspuwer naar beneden, waarbij er ernstige schade aan het dak werd aangericht. De staat van de kerk verslechterde vanaf dat moment in versneld tempo. In 2008 verscheen er een rapport waarin werd becijferd dat er voor de restauratie van de kerk € 4.800.000 benodigd was. Een deel van het kerkmeubilair werd ondergebracht in het plaatselijke museum, het Musée Boucher-de-Perthes. Op dat moment verbleef het orgel van Charles Mutin uit 1906 echter nog in de kerk. In 2010 werd een vereniging opgericht die zich het behoud van de kerk ten doel stelde, maar van de zijde van de overheid bleven oplossingen en besluiten in 2011 en 2012 uit.

## De sloop
In januari 2013 maakte de gemeentelijke overheid zich ernstig zorgen over de stabiliteit van het gebouw nadat muurdelen en een ijzeren hek ter bescherming van het raam naar beneden waren gevallen en een van de pijlers zeer kwetsbaar bleek.. Op 7 februari 2013 besloot de gemeenteraad tot groot verdriet van de inwoners tot de sloop van de kerk.
Het besluit kwam burgemeester Nicolas Dumont wegens zijn gedraal en besluiteloosheid ten aanzien van de kerk op zware kritiek te staan. Hem werd een strategie toegeschreven, waarin hij aanstuurde op afbraak.. Terwijl de sloop van de torenspits al gevorderd was, werd op 18 maart 2013 het zich nog grotendeels in goede staat bevindende kerkorgel door een Belgische orgelbouwer gedemonteerd.. In april 2013 volgde de sloop van het gebouw. Nadat de kerk volledig was gesloopt en het laatste puin werd afgevoerd, werden op 2 mei 2013 de stoffelijke resten van een drietal in de kerk begraven priesters opgegraven om elders te worden herbegraven.
Een van de kerkklokken, uit 1645, zou in juni 2013 in Parijs worden geveild. Burgemeester Nicolas Dumont verklaarde dat deze klok al sinds de Franse Revolutie in particuliere handen was, maar het kunsthistorische periodiek La Tribune de l'art bewees zijn ongelijk en stelde diefstal van de klok vast door het gebrekkige toezicht tijdens de sloopwerkzaamheden en beschuldigde de burgemeester van leugens om zijn eigen lichtzinnigheid te verbergen.

## Na de sloop
Al op 18 juni 2013 presenteerde de burgemeester het herbestemmingsplan van het plein. Het voorziet op de plaats van de Sint-Jacobuskerk in een groenvoorziening met twee elkaar kruisende wandelpaden in de vorm van een kruis. Op de plaats van het voormalige koor wordt een monument voor oud-strijders en voor de bouwpastoor van de Sint-Jacobuskerk, Achille Paillart, voorzien. Van de oude stenen van de kerk zal een campanile worden gebouwd, waarin de jongste van de beide klokken van de kerk, de Jacqueline-klok, zal komen te hangen. Daarnaast zullen er een aantal parkeerplaatsen om de groenvoorziening worden gerealiseerd.
Het project vereist een budget van € 2.000.000-€ 3.000.000 en zal niet voor 2015 worden gerealiseerd.